# 大和國風土記
《大和國風土記》（やまとのくにふどき）乃是日本奈良時代初期編纂完成、關於大和國（今近畿地方奈良縣）的風土記。原書已散佚，故以下為佚文記述。

## 概要

### 御杖神宮
風土記曰，位於宇陀郡篠幡庄的御杖神宮，所祭者並非正魂靈，
倭比賣命，奉天照大神之神託，為御杖至此地尋求宮地，經過三個月後，終為神戶。

 — 谷川士清《日本書紀通證》卷十一，一四丁表

### 大口真神原
以前明日香（今奈良縣高市郡明日香村）有老狼在，食人無數，當地居民畏之，謂大口神，並將此地名為大口真神原，見風土記，日本紀亦云狼作貴神。

 — 下河邊長流《枕詞燭明抄》中條〈『長流全集』上卷〉

### 三山
三山者，即畝火（今畝傍山）、香山（今天香久山）、耳梨山（今耳成山）也，見風土記。

 — 仙覺《萬葉集註釋》卷第一，13號歌條〈冷泉家本〉

### 天津神命與石津神命
大和國風土記云，天津神命、石津神命，三都嫁，遊，面語シテトアリ。

 — 毘沙門堂本《古今集註》卷四，216號歌條（《未刊國文古註釋大系》4）

## 內部連結
- 古風土記

## 外部連結
- 風土逸文【參考】